# Divulgazione scientifica

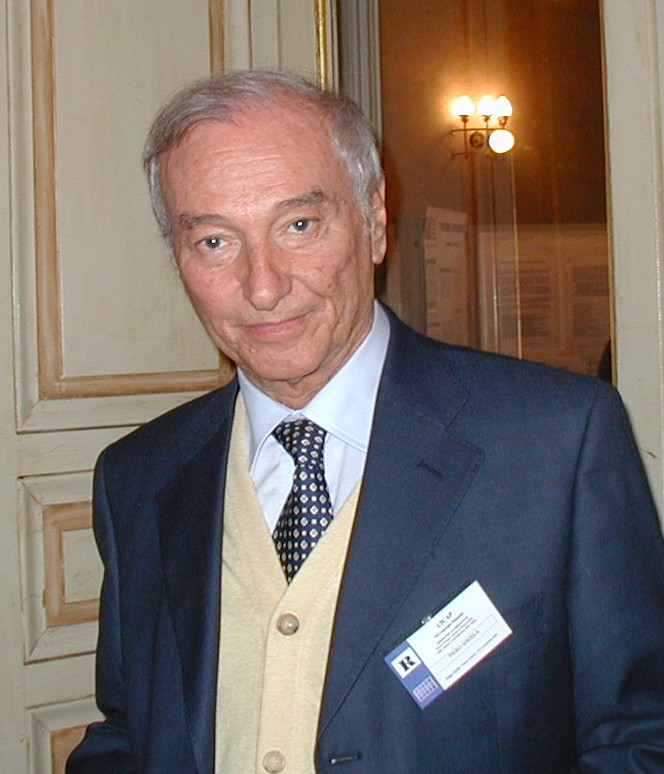
Piero Angela (1928-2022), una delle figure di spicco della divulgazione scientifica in Italia.

La divulgazione scientifica è l'attività di comunicazione rivolta al grande pubblico delle nozioni e ricerche accademiche in forma accessibile e di facile comprensione. Si occupano di tale attività i divulgatori scientifici, che sono in genere scienziati, ricercatori, giornalisti, studiosi o esperti della materia.

## Descrizione
L'obiettivo è far conoscere al pubblico, in modo corretto ma efficacemente riassunto e comunicato, i risultati delle ricerche e delle pubblicazioni scientifiche. Questa attività non presenta in genere specifiche intenzioni formative al singolo individuo, ma è rivolta alla collettività, con scopo di accrescere la percezione dell'importanza della scienza in una società. Rappresenta una parte della cosiddetta comunicazione scientifica ovvero la comunicazione pubblica della scienza.
A differenza della comunicazione promozionale o istituzionale (effettuata da ministeri, enti di ricerca, o imprese private), che opera secondo il modello della comunicazione unidirezionale ("one-to-many"), nella divulgazione scientifica si è affermata anche l'impostazione di origine anglosassone delle esperienze bidirezionali, in cui si cerca il feedback da parte del pubblico, discutendo in luoghi come laboratori, caffè scientifici, forum partecipati.
Le attività di associazionismo è talvolta impegnata nella divulgazione scientifica e la alimenta. Nell'astronomia, per esempio, l'astronomia amatoriale concorre alla diffusione della scienza presso il pubblico non specializzato, ma contemporaneamente i gruppi astrofili sono coadiuvanti della stessa ricerca astronomica.

### Attori e finalità
- Musei scientifici
- Festival scientifici
- Scienziati divulgatori
- Giornalisti scientifici
- Pubblicazioni tradizionali
- Blog di divulgazione scientifica
- Conduttori di programmi e rubriche scientifiche